# Cyclodictyon erubescens
Cyclodictyon erubescens är en bladmossart som beskrevs av Edwin Bunting Bartram 1946. Cyclodictyon erubescens ingår i släktet Cyclodictyon och familjen Hookeriaceae. Inga underarter finns listade i Catalogue of Life.